# Maarja Pärtna

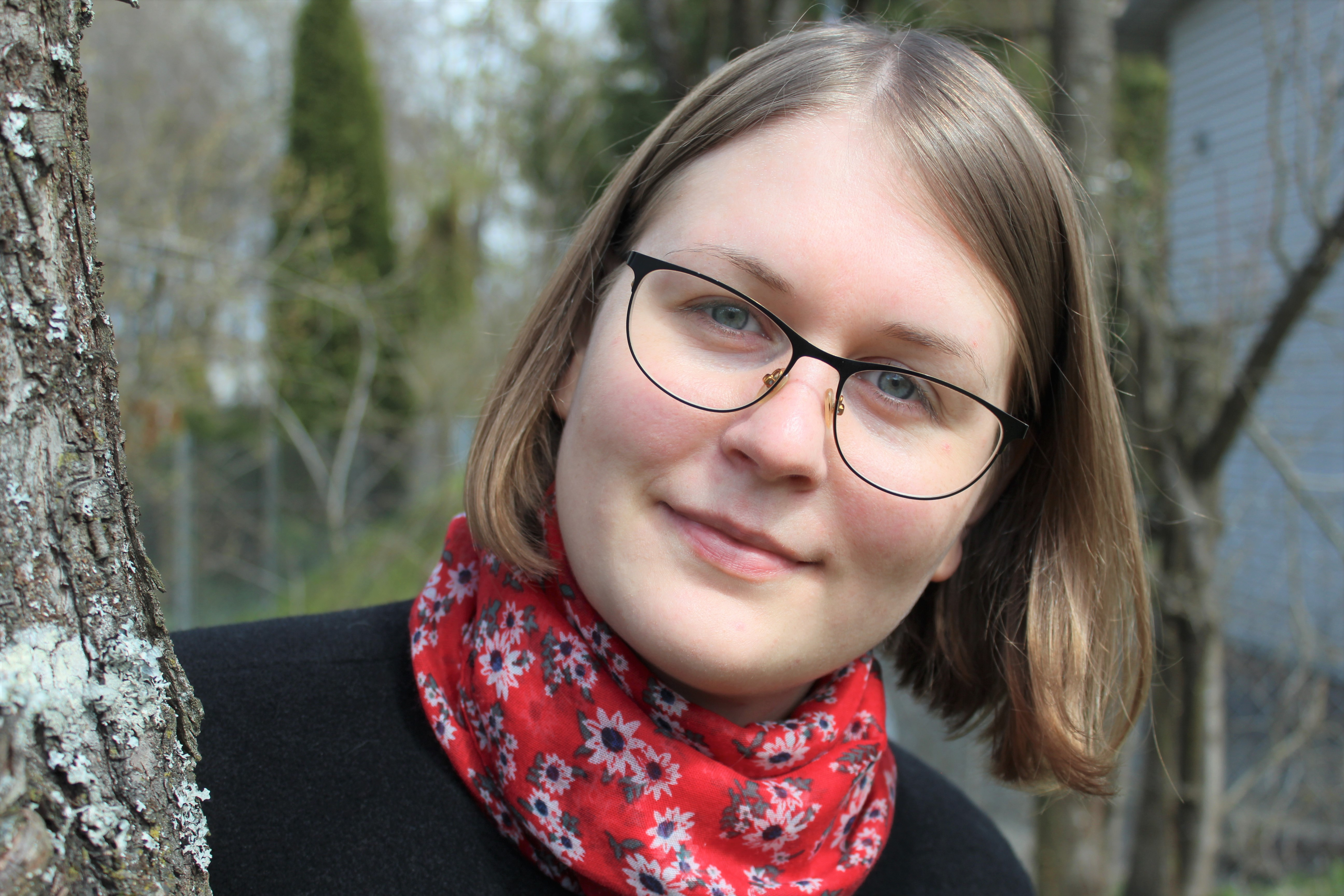
Maarja Pärtna, 2017

Maarja Pärtna (* 2. Juli 1986 in Lüganuse) ist eine estnische Dichterin und Übersetzerin.

## Leben
Maarja Pärtna studierte an der Universität Tartu englische Philologie und Weltliteratur und schloss das Studium 2014 mit dem Magistertitel ab. Sie arbeitete zwischenzeitlich als Literarturredakteurin bei verschiedenen Kulturzeitschriften und gründete 2013 gemeinsam mit der Dichterin Helena Läks den Verlag „Elusamus“.
Pärtna lebt als freiberufliche Schriftstellerin in Tartu und ist seit 2015 Mitglied des Estnischen Schriftstellerverbandes.

## Werk
Pärtna debütierte in Zeitschriften und legte 2010 ihren ersten Gedichtband vor. Bereits ihrem Debüt wurden „Stilreinheit“ und „Durchdachtheit“ bescheinigt, und auch spätere Sammlungen wurden „extrem reif“ genannt und von der „Fähigkeit [gekennzeichnet], über seinen eigenen Nabel hinauszuschauen.“ In ihrer Dichtung, die sich immer stärker der Prosa annähert, sind deutliche Einflüsse des amerikanischen Dichters William Carlos Williams, den sie auch übersetzt hat, spürbar.
Hervorgehoben wird auch ihr politisches Engagement, das sich beispielsweise in der Thematisierung der aktuellen Klimakatastrophe äußert, worauf sich letztlich auch der Titel ihres 2019 erschienenen Gedichtbandes Vivarium bezieht. Ein Kritiker, der seine Rezension im Frühjahr 2020 während der COVID-19-Pandemie schrieb, schlug vor, diesen Gedichtband „als Albert Camus’ … Der Fremde unserer Zeit zu lesen.“

## Auszeichnungen
- 2013 Juhan-Liiv-Preis

## Bibliografie
- rohujuurte juures ('an den graswurzeln'). Tartu: Värske Rõhk 2010. 47 S.
- Läved ja tüved ('Schwellen und Stämme'). Tallinn: Eesti Keele Sihtasutus 2013. 84 S.
- Saamises ('Im Werden'). Luige: Verb 2015. 56 S.
- Vivaarium ('Vivarium'). Tartu: Elusamus 2019. 72 S.

## Sekundärliteratur
- Mart Velsker: Inimnäoline luulekogu kosmoselinnast, in: Looming 4/2011, S. 574–577.
- Auri Jürna: Kolme vägi, in: lugu 6 (2011), S. 28–29.
- Juhan Hellerma: Vaatlus ja üleminek, in: Vikerkaar 12/2013, S. 95–98.
- Joosep Susi: Luuletu luule, in: Vikerkaar 4–5/2016, S. 175–179.
- Jayde Will: Maarja Pärtna. Thresholds and Possibilities, in: Estonian Literary Magazine 36 (2013), S. 16–17.
- Maarja Pärtna / Carolina Pihelgas: Äär on kokkupuutepunkt, in: Looming 9/2013, S. 1276–1281.
- Hele-Mai Viiksaar: Tulevik lõheneb keskelt pooleks nagu kirvega raiutud puupakk, in: Looming 12/2019, S. 1799–1801.
- Mart Velsker: Meie aja võõras, in Keel ja Kirjandus 5/2020, S. 422–425.